# Sailor Moon Crystal
Sailor Moon Crystal (conhecida no japão por Bishōjo Senshi Sērā Mūn Kurisutaru (美少女戦士セーラームーン クリスタル)), é uma série de televisão japonesa que foi transmitida pelo Niconico de 5 de julho de 2014 a 18 de julho de 2015, sendo transmitido pelo canal apenas as duas primeiras temporadas. Posteriormente, no mesmo país, foi exibida pela Tokyo MX de 6 de abril de 2015 a 27 de junho de 2016 todas as temporadas. Em Portugal foi transmitida pelo Biggs de 2 de maio de 2015 a 21 de junho de 2017.

## Sinopse
Usagi Tsukino é uma rapariga um pouco desajeitada e chorona, mas é também uma estudante do oitavo ano cheia de espírito.
Um dia, ela conhece Luna, uma gata preta com uma marca de lua crescente na testa, e transforma-se na Sailor Moon, uma linda guardiã do amor e da justiça com uniforme de marinheira.
Agora, como guardiã da justiça, Usagi aparentemente tem a missão de proteger uma princesa, que na verdade se trata dela mesma e de encontrar as suas companheiras guardiãs e o lendário Cristal Prateado.
Entretanto, a Rainha Beryl do Reino das Trevas envia os seus subordinados à cidade onde Usagi vive. Eles causam eventos estranhos, tudo para tentarem ficar com o poderoso Cristal Prateado...
Conseguirão a Sailor Moon e as outras Guardiãs encontrar o lendário Cristal de Prata e proteger a princesa?

## Transmissão

### 1.ª temporada
A primeira temporada, que corresponde ao arco do Reino das Trevas começou a 5 de julho de 2014 e terminou a 3 de janeiro de 2015 na NicoNico. Na Tokyo MX, começou a ser exibida a 6 de abril de 2015 às segundas-feiras, na versão do Blu-Ray. 
Para esta 1.ª Temporada, os temas usados foram "Moon Pride" para a abertura e "Gekkō" para o encerramento, sendo ambos interpretados por Momoiro Clover Z.
Em Portugal, o anime estreou pelo Biggs a 2 de maio de 2015 sendo exibidos dois episódios por fim de semana na versão do Blu-Ray, com dobragem em português. A partir de 14 de junho de 2015, começou a repetição dos 13 primeiros episódios, o que se iria estender até ao começo da transmissão da segunda temporada. Portugal foi o primeiro país do mundo a produzir uma dobragem local para este anime, destacando-se o regresso de alguns dos dobradores da serie original, para interpretarem os personagens correspondentes na nova série.

### 2.ª temporada
A segunda temporada, que corresponde ao arco Lua Negra teve início a 17 de janeiro de 2015 na NicoNico e terminou a 18 de julho de 2015. Na Tokyo MX, começou a ser exibida a 6 de julho de 2015 e terminou a 28 de setembro de 2015. 
Para a 2.ª Temporada, os temas "Moon Pride" e "Gekkō" continuaram a ser utilizados como abertura e encerramento respectivamente, sendo ambos interpretados por Momoiro Clover Z.
Em Portugal, o Biggs exibiu os novos episódios entre 15 de novembro e 27 de dezembro de 2015.

### 3.ª temporada
Em janeiro de 2016, foi confirmada a produção do arco Caçadores da Morte, que estreou a 4 de abril e terminou a 27 de junho de 2016, sendo esta temporada exclusivamente emitida pelo canal televisivo Tokyo MX.
Nesta temporada Yasuharu Takanashi continua no cargo da banda sonora do anime, Akira Takahashi assume o posto de designer de personagem e a direção passa a ser de Chiaki Kon, sendo a primeira mulher a assumir este posto na franquia Sailor Moon.
O tema de abertura foi "New Moon ni Aishite", por Etsuko Yakushimaru, Mitsuko Horie e Momoiro Clover Z. Os encerramentos foram "Eternal Eternity", cantado em dueto pelas novas dobradoras japonesas de Sailor Uranus e de Sailor Neptune; "Otome no Susume" por Misato Fukuen; e "Eien Dake ga Futari o Kakeru" por Kenji Nojima.
Em Portugal, o Biggs confirmou a compra de direitos para transmissão desta e de possíveis futuras novas temporadas, sendo exibida de 19 de novembro de 2016 a 21 de junho de 2017, tendo sido cancelada a transmissão da temporada, tendo sido o 8º episódio o último episódio transmitido a 11 de dezembro de 2016, devido a alguns episódios censurados pelo canal, uma vez que se procurou esconder a grande proximidade entre as personagens Usagi (Sailor Moon) e Haruka (Sailor Uranus), tendo havido várias queixas dos fãs do anime sobre a sua censura nos episódios.  Alguns meses mais tarde, o Biggs decidiu retomar a 3ª temporada desde o seu início a partir de 5 de junho de 2017 e com repetições dos episódios dos dias úteis nos fins de semana, promentendo ser exibida sem cortes.

## Elenco

### Elenco principal
| Personagem                                | Dobragem            | Temporada       | Temporada | Temporada |
| Personagem                                | Dobragem            | 1               | 2         | 3         |
| ----------------------------------------- | ------------------- | --------------- | --------- | --------- |
| Usagi Tsukino / Sailor Moon               | Raquel Ferreira     | Principal       | Principal | Principal |
| Ami Mizuno / Sailor Mercury               | Carla Garcia        | Principal       | Principal | Principal |
| Rei Hino / Sailor Mars                    | Cristina Cavalinhos | Principal       | Principal | Principal |
| Makoto Kino / Sailor Jupiter              | Sofia Brito         | Principal       | Principal | Principal |
| Minako Aino / Sailor Venus                | Carla Garcia        | Principal       | Principal | Principal |
| Chibiusa / Sailor Chibimoon / Blacklady   | Sofia Brito         | Does not appear | Principal | Principal |
| Mamoru Chiba / Tuxedo Mask                | Rogério Jacques     | Principal       | Principal | Principal |
| Luna                                      | Cristina Cavalinhos | Principal       | Principal | Principal |
| Artemis                                   | Rómulo Fragoso      | Principal       | Principal | Principal |
| Diana                                     | Raquel Ferreira     | Does not appear | Principal | Principal |
| Setsuna Meiou / Sailor Pluto              | Cristina Cavalinhos | Does not appear | Principal | Principal |
| Haruka Tenou / Sailor Uranus              | Ana Vieira          | Does not appear | Principal | Principal |
| Michiru Kaiou / Sailor Neptune            | Bárbara Lourenço    | Does not appear | Principal | Principal |
| Hotaru Tomoe / Sailor Saturn / Mistress 9 | Bárbara Lourenço    | Does not appear | Principal | Principal |

### Vilões
| Personagem       | Dobragem            | Temporada       | Temporada       | Temporada       |
| Personagem       | Dobragem            | 1               | 2               | 3               |
| ---------------- | ------------------- | --------------- | --------------- | --------------- |
| Rainha Beryl     | Sofia Brito         | Antagonista     | Does not appear | Does not appear |
| Rainha Metalia   | Cristina Cavalinhos | Antagonista     | Does not appear | Does not appear |
| Kunzite          | Rómulo Fragoso      | Antagonista     | Does not appear | Does not appear |
| Zoisite          | Rogério Jacques     | Antagonista     | Does not appear | Does not appear |
| Nephrite         | Rogério Jacques     | Antagonista     | Does not appear | Does not appear |
| Jadeite          | Rómulo Fragoso      | Antagonista     | Does not appear | Does not appear |
| Wiseman          | Rogério Jacques     | Does not appear | Antagonista     | Does not appear |
| Prince Demande   | Rómulo Fragoso      | Does not appear | Antagonista     | Does not appear |
| Rubeus           | Rómulo Fragoso      | Does not appear | Antagonista     | Does not appear |
| Esmeraude        | Carla Garcia        | Does not appear | Antagonista     | Does not appear |
| Saphir           | Rogério Jacques     | Does not appear | Antagonista     | Does not appear |
| Koan             | Carla Garcia        | Does not appear | Antagonista     | Does not appear |
| Berthier         | Cristina Cavalinhos | Does not appear | Antagonista     | Does not appear |
| Petz             | Sofia Brito         | Does not appear | Antagonista     | Does not appear |
| Calaveras        | Raquel Ferreira     | Does not appear | Antagonista     | Does not appear |
| Pharaoh 90       | Rómulo Fragoso      | Does not appear | Does not appear | Antagonista     |
| Professor Tomoe  | Rómulo Fragoso      | Does not appear | Does not appear | Antagonista     |
| Kaolinite        | Ana Vieira          | Does not appear | Does not appear | Antagonista     |
| Eudial           | Bárbara Lourenço    | Does not appear | Does not appear | Antagonista     |
| Mimete           | Sofia Brito         | Does not appear | Does not appear | Antagonista     |
| Viluy            | Ana Vieira          | Does not appear | Does not appear | Antagonista     |
| Tellu            | Ana Vieira          | Does not appear | Does not appear | Antagonista     |
| Cyprine e Ptilol | Carla Garcia        | Does not appear | Does not appear | Antagonista     |

## Episódios
| Nº | Nº | Temporada                         | Nº de episódios | Exibição original     | Exibição original       | Exibição em Portugal   | Exibição em Portugal   | Exibição no Brasil   | Exibição no Brasil |
| Nº | Nº | Temporada                         | Nº de episódios | Estreia de temporada  | Final de temporada      | Estreia de temporada   | Final de temporada     | Estreia de temporada | Final de temporada |
| -- | -- | --------------------------------- | --------------- | --------------------- | ----------------------- | ---------------------- | ---------------------- | -------------------- | ------------------ |
|    | 1  | Temporada I: Arco Dark Kingdom    | 13              | 5 de julho de 2014    | 3 de janeiro de 2015    | 2 de maio de 2015      | 13 de junho de 2015    | Nunca transmitida    | Nunca transmitida  |
|    | 2  | Temporada II: Arco Black Moon     | 13              | 17 de janeiro de 2015 | 18 de julho de 2015     | 15 de novembro de 2015 | 27 de dezembro de 2015 | Nunca transmitida    | Nunca transmitida  |
|    | 3  | Temporada III: Arco Death Busters | 13              | 4 de abril de 2016    | 27 de junho de 2016     | 19 de novembro de 2016 | 21 de junho de 2017    | Nunca transmitida    | Nunca transmitida  |
| Nº | Nº | Título do filme                   | Nº de filmes    | Parte 1               | Parte 2                 | Parte 1                | Parte 2                | Parte 1              | Parte 2            |
|    | 4  | Sailor Moon Eternal               | 2               | 8 de janeiro de 2021  | 11 de fevereiro de 2021 | 3 de junho de 2021     | 3 de junho de 2021     | 3 de junho de 2021   | 3 de junho de 2021 |
|    | 5  | Sailor Moon Cosmos                | 2               | 6 de junho de 2023    | 30 de junho de 2023     | 2023                   | 2023                   | 2023                 | 2023               |

## Exibição internacional

### América
| País           | Transmissão                                           | Título              |
| -------------- | ----------------------------------------------------- | ------------------- |
| Estados Unidos | Neon Alley, Hulu, DVD e Blu-Ray (Todas as Temporadas) | Sailor Moon Crystal |
| Canadá         | Teletoon, DVD e Blu-Ray (Todas as Temporadas)         | Sailor Moon Crystal |
| América Latina | Niconico (Temporadas 1-2, legendado)                  | Sailor Moon Crystal |
| México         | Azteca 7 e A+ (Todas as Temporadas)                   | Sailor Moon Crystal |

### Ásia
| País          | Transmissão                                                    | Título                      |
| ------------- | -------------------------------------------------------------- | --------------------------- |
| Japão         | Niconico (Temporadas 1-2) Tokyo MX (Todas as Temporadas)       | 美少女戦士セーラームーン    |
| China         | Sohu Video e Niconico (Temporadas 1-2, legendado)              | 美少女戰士Crystal           |
| Coreia do Sul | Tooniverse (legendado) Niconico (Temporadas 1-2, legendado)    | 미소녀전사 세일러문 Crystal |
| Hong Kong     | ViuTV (Todas as Temporadas)                                    | 美少女戰士CRYSTAL           |
| Indonésia     | RTV (Temporadas 1-2) Niconico (Temporadas 1-2, legendado)      | Sailor Moon Crystal         |
| Malásia       | Niconico (Temporadas 1-2, legendado)                           | Sailor Moon Crystal         |
| Tailândia     | MCOT e DVD (Todas as Temporadas)                               | เซเลอร์มูน คริสตัล              |
| Taiwan        | TTV (Todas as Temporadas) Niconico (Temporadas 1-2, legendado) | 美少女戰士Crystal           |
| Vietname      | HTV3 (Todas as Temporadas) HGV (Temporada 1, narrado)          | Thủy Thủ Mặt Trăng Pha lê   |

### África
| País                                                                  | Transmissão                                                      | Título              |
| --------------------------------------------------------------------- | ---------------------------------------------------------------- | ------------------- |
| Angola · Cabo Verde · Guiné-Bissau · Moçambique · São Tomé e Príncipe | Biggs (Todas as Temporadas) Niconico (Temporadas 1-2, legendado) | Sailor Moon Crystal |

### Europa
| País     | Transmissão | Título                                                |
| -------- | --- | ----------------------------------------------------- |
| Albânia  | Bang Bang (Temporadas 1-2, Ilegalmente) | Luftëtarja e Hënës: Kristali i rojtareve të planeteve |
| Bélgica  | Canal J e RTBF (Temporadas 1-2, Francês) DVD e Blu-Ray (Temporadas 1-2, Francês e Todas as Temporadas, Alemão) Niconico (Temporadas 1-2, legendado)                             | Sailor Moon Crystal                                   |
| Espanha  | Niconico (Temporadas 1-2, legendado) | Sailor Moon Crystal                                   |
| França   | Canal J e DVD e Blu-Ray (Temporadas 1-2) Niconico (Temporadas 1-2, legendado)                                                                                                   | Sailor Moon Crystal                                   |
| Alemanha | Animax, Amazon Prime Video, Sixx, DVD e Blu-Ray (Todas as Temporadas) Niconico (Temporadas 1-2, legendado)                                                                      | Sailor Moon Crystal                                   |
| Áustria  | Animax, Amazon Prime Video, Sixx, DVD e Blu-Ray (Todas as Temporadas) Niconico (Temporadas 1-2, legendado)                                                                      | Sailor Moon Crystal                                   |
| Itália   | Rai Gulp (Todas as Temporadas) Niconico (Temporadas 1-2, legendado) | Sailor Moon Crystal                                   |
| Portugal | Biggs (Todas as Temporadas) Niconico (Temporadas 1-2, legendado) | Sailor Moon Crystal                                   |
| Suíça    | Canal J (Temporadas 1-2, Francês) Sixx (Todas as Temporadas, Alemão) DVD e Blu-Ray (Temporadas 1-2, Francês e Todas as Temporadas, Alemão) Niconico (Temporadas 1-2, legendado) | Sailor Moon Crystal                                   |
| Turquia  | Niconico (Temporadas 1-2, legendado) | Sailor Moon Crystal                                   |

### Oceania
| País          | Transmissão                                                                                | Título              |
| ------------- | ------------------------------------------------------------------------------------------ | ------------------- |
| Austrália     | AnimeLab, ABC Me, DVD e Blu-Ray (Todas as Temporadas) Niconico (Temporadas 1-2, legendado) | Sailor Moon Crystal |
| Nova Zelândia | AnimeLab, DVD e Blu-Ray (Todas as Temporadas) Niconico (Temporadas 1-2, legendado)         | Sailor Moon Crystal |